# Sandra Trabucco Valenzuela
Sandra Trabucco Valenzuela (São Paulo, 14 de agosto), é pesquisadora, tradutora, produtora e escritora brasileira. Área de atuação: Literatura e outras artes: Literatura infantil e juvenil; Literatura feminina; Literatura e audiovisuais; Literatura e artes plásticas; Literatura e mitos. Docente do Programa de Pós-Graduação de Estudos Comparados de Literaturas de Língua Portuguesa da Faculdade de Filosofia, Letras e Ciências Humanas (FFLCH) da Universidade de São Paulo (USP), leciona Literatura Infantil e Juvenil.

## Biografia
Formada em Letras pela Universidade de São Paulo e Publicidade Propaganda, concluiu Mestrado (1993) e Doutorado (1998) na Faculdade de Filosofia Letras e Ciências Humanas da USP. Seu trabalho de pesquisa voltou-se ao estudo da poetisa chilena Gabriela Mistral . A tese de Doutorado intitula-se Gabriela Mistral e Poema de Chile. É especialista em produção audiovisual e história da arte.
Seu Pós-Doutorado foi concluído em 2015 na FFLCH USP, sob a supervisão da profa. Dra. Maria Zilda da Cunha, e resultou na publicação do livro Once Upon a Time: da Literatura para a Série de TV, no qual analisa a transposição de contos de fada para a série Once Upon a Time (série de televisão). 
Em 2022, concluiu seu 2º Pós-Doutorado na Universidade do Minho (Braga, Portugal), com o trabalho "A Bela e a Fera e as adaptações fílmicas de Jean Cocteau (1946) e de Christophe Gans (2014)", sob a supervisão do Prof. Dr. Sérgio Paulo Guimarães de Sousa.
Em 2014 recebeu o Prêmio Literário José Celestino Bourroul, da Academia Paulista de História pelo livro Imagens da Hotelaria na Cidade de São Paulo.
É pesquisadora vinculada desde 2013 ao Grupo de Pesquisa Produções Literárias e Culturais para Crianças e Jovens, liderado pela profa. Dra. Maria Zilda da Cunha (FFLCH USP). Possui mais de 25 títulos publicados como tradutora de livros das áreas de Literatura, Filosofia, Teologia, Política, Arte e Cultura.
Entre 2017 e 2021, foi roteirista, apresentadora e produtora do programa Mega Séries pela Rádio e TV Mega Brasil Comunicação.
Em 2021, lançou seu primeiro livro de Literatura Infantil, A Bela e a Fera, Um Reconto, ilustrado pelo premiado artista mexicano Gabriel Pacheco. O livro recebeu o V Prêmio AEILIJ de Literatura, concedido pela Associação dos Escritores e Ilustradores de Literatura Infantil e Juvenil (AEILIJ).
Em 2023, tornou-se docente da Faculdade de Tecnologia do Estado de São Paulo (Fatec) e do Programa de Pós-Graduação Stricto Sensu de Estudos Comparados de Literaturas de Língua Portuguesa, da Faculdade de Filosofia, Ciências e Letras da Universidade de São Paulo.

## Prêmios
- 2022 - V Prêmio AEILIJ de Literatura[7] - Categoria Adaptação/Reconto: A Bela e a Fera, Um Reconto, texto e posfácio de Sandra Trabucco Valenzuela, ilustrado por Gabriel Pacheco.
- 2014 - Prêmio Literário José Celestino Bourroul,[3] da Academia Paulista de História pelo livro Imagens da Hotelaria na Cidade de São Paulo.[4]

## Livros
- Pinóquio, Um Reconto, Editora NVersos, 2022.
- A Bela e a Fera, Um Reconto, Editora NVersos, 2021.
- Prefácio e tradução à edição brasileira da obra: TATAR, Maria. A Heroína de 1001 Faces. O resgate do Protagonismo feminino na narrativa exclusivamente masculina da jornada do herói. Prefácio e Tradução: Sandra Trabucco Valenzuela. São Paulo: Cultrix, 2022.[8]
- Prefácio e tradução à edição brasileira da obra: MURDOCK, Maureen. A Jornada da Heroína. A busca da mulher para se reconectar com o feminino. Prefácio e Tradução: Sandra Trabucco Valenzuela. Rio de Janeiro: Sextante, 2022.[9]
- Posfácio da obra: WOOLF, Virginia. A Viúva e o Papagaio. Trad. Lenice Bueno. Ilustrações Simone Matias. São Paulo: nVersos, 2022.[10]
- Once Upon a Time: da Literatura para a Série de TV[2] Editora Chiado, 2016.
- Imagens da Hotelaria na Cidade de São Paulo.[4] Editora Senac-SP, 2013. (Prêmio Literário José Celestino Bourroul, 2014)
- Manual Compacto de Gramática da Língua Espanhola, Editora Rideel, 2010.[11]

## Artigos em publicações científicas
- “Leia para uma criança” e “Busca da mãe”: storytelling e marketing social como incentivos à leitura. Revista Signos do Consumo, Universidade de São Paulo, v. 16, n. 1, 2024, p. e221286. [12]
- Conto de fadas: origens, conceitos e reflexões sobre o gênero. Revista USP, n. 140, p. 89-106, 2024. [13]
- Equipe de ajuste, de Philip K. Dick: do conto à adaptação no filme Os Agentes do Destino. LITERARTES, v. 1, p. 134-164, 2022. * Equipe de ajuste, de Philip K. Dick: do conto à adaptação no filme Os Agentes do Destino. LITERARTES, v. 1, p. 134-164, 2022.[14]
- Clarice Lispector cronista: 'Taquicardia a dois' e 'Assim também não'. Letras em Revista, v. 11, p. 315-327, 2021.[15]
- La casa de papel e a Máscara de Salvador Dalí: do teatro ao cinema e à série de TV. REVISTA GEMINIS, v. 12, p. 85-101, 2021.[16] Surrealismo
- O conto "A quase morte de Zé Malandro", de Ricardo Azevedo: a literatura infantil e juvenil e o cordel. SIGNOTICA (UFG), v. 1, p. 1-25, 2021.[17] Folclore Brasileiro Literatura infantil
- Ensino remoto em tempos de pandemia: leitura e produção de textos para crianças e jovens. LITERARTES, v. 1, p. 227-256, 2021. (Escrito em parceria com Regina Célia Ruiz)[18]
- "Caperucita Roja": a Chapeuzinho Vermelho na poesia de Gabriela Mistral. LITERARTES, v. 1, p. 223-245, 2020.[19]
- Pedro e o Lobo, de Prokofiev: A música como ilustração do conto. LITERARTES, v. 1, p. 178-199, 2019.[20]
- "Os lobos dentro das paredes" (Neil Gaiman) e a série de TV "Stranger Things": o fantástico e a construção audiovisual. LITERARTES, v. 1, p. 64, 2017.[21]
- Identidade e nacionalidade: Conceitos, desenvolvimento e história da América Latina. LITERARTES, v. 1, p. 249-269, 2016.[22]
- Psiquê, de Ângela Lago: Diálogos intertextuais do verbal e do não verbal. CADERNO SEMINAL DIGITAL (RIO DE JANEIRO), v. 23, p. 150-178, 2015.[23]
- José Roberto Torero: carreira multifacetada e presença marcante na literatura infantil. Literartes, p. 13-20, 2015. (em coautoria com Maria de Lourdes Guimarães)[24]
- Dossiê Literatura e Educação: panorama histórico, análise, discussão, relatos de experiências, tendências e perspectivas. Literartes, p. 8-11, 2015. (Editorial em coautoria com Maria Zilda da Cunha e Maria de Lourdes Guimarães)[25]
- A arte na publicidade: Paintings. História da Arte Revista Linguagem Acadêmica, v. 5, p. 33-55, 2015.
- Branca de Neve e o Príncipe Encantado: personagens de Once Upon a Time (série de televisão). Literartes, p. 155-169, 2014.[26] Contos de fadas Branca de Neve
- Romance de Formação: Construção do sujeito e identidade cultural. Momento do Professor (UAM. Impresso), v. 5, p. 55-62, 2004. Bildungsroman
- Gabriela Mistral: a formação da literatura infantil na América Hispânica. Revista Língua e Literatura USP, p. 123-147, 2003.[27] Gabriela Mistral

## Estudos e ensaios publicados em coletâneas (lista incompleta)
- A Cuca na Tradição Popular, na Literatura e na série Cidade Invisível.[28]]

- Sanditon, de Jane Austen, e Sanditon, a série de TV.[29]

- Lendas Brasileiras e Cidade Invisível: releitura de personagens do folclore.[30]
- Once Upon a Time: a jornada do herói e a jornada da heroína na série de TV.[31]
- Once Upon a Time and So many other times: Hansel and Gretel. (em coautoria)[32]
- Branca de Neve: A Mulher no Conto dos Irmãos Grimm e na série de Tv Once Upon A Time.[33]
- A fragmentação na série Dark: o ser, o espaço e o tempo.[34]
- Clarice Lispector cronista.[35]
- Do cordel à literatura infantil e juvenil: leitura do conto 'A quase Morte de Zé Malandro'.[36]
- Philip K. Dick e Equipe de ajuste: análise do conto e da adaptação para o filme Os Agentes do Destino.[37]
- Pandora e Eva: imagens femininas na arte simbolista de Redon, Klimt e Mossa.[38]
- A série Dark: aspectos literários e filosóficos na leitura do espaço-tempo.[39]
- Magnólia, de Paul Thomas Anderson: a tragédia cotidiana e os Mitos.[40]
- Os lobos dentro das paredes (Neil Gaiman) e a série de TV Stranger Things: correlações entre o fantástico e a construção audiovisual.[41]
- A Rainha Má na série Once Upon a Time: dos contos para a TV.[42]
- O anão e a fada: um insólito amor na série Once Upon a Time.[43]
- A World without Magic: The Curse in Once Upon a Time. In: Laura Colmenero-Chilberg; Ferenc Mújdricza. (Org.). Facing Our Darkness: Manifestations of Fear, Horror and Terror. 2ed.Oxford: Inter-Disciplinary Press, 2015, p. 47-56

## Livros traduzidos
- KRUSE, John T. Feéria: História, Tradição, Mitos, Cultura e Magia Sobre o Reino das Fadas e o Povo Feérico. Tradução, prefácio à edição brasileira e glossário: Sandra Trabucco Valenzuela. São Paulo: Editora Pensamento, 2025. [44]
- IMBERNÓN, Francisco. A inovação educacional no ensino do futuro. Tradução: Sandra Trabucco Valenzuela. São Paulo: Cortez, 2024.[45]
- LE GRICE, Keiron. O renascimento do herói. Tradução: Sandra Trabucco Valenzuela. São Paulo: Pensamento/Cultrix, 2024. [46]
- BLAKE, Deborah. Bruxaria Moderna. Prefácio e Tradução: Sandra Trabucco Valenzuela. São Paulo: Pensamento, 2024.[47]
- WEBER, Courtney. Hécate. Origens, mitos, lendas e rituais da Antiga Deusa das Encruzilhadas. Tradução: Sandra Trabucco Valenzuela. São Paulo: Pensamento, 2023.[48]
- MURDOCK, Maureen. A Jornada da Heroína. Caderno de Atividades. Prefácio e Tradução: Sandra Trabucco Valenzuela. Rio de Janeiro: Sextante, 2023.[49]
- TATAR, Maria. A Heroína de 1001 Faces. O resgate do Protagonismo feminino na narrativa exclusivamente masculina da jornada do herói. Prefácio e Tradução: Sandra Trabucco Valenzuela. São Paulo: Cultrix, 2022.[50]
- MURDOCK, Maureen. A Jornada da Heroína. A busca da mulher para se reconectar com o feminino. Prefácio e Tradução: Sandra Trabucco Valenzuela. Rio de Janeiro: Sextante, 2022.[51]
- ROCA, Joan ; ROCA, Jordi ; ROCA, Josep. El Celler de Can Roca. Tradução: VALENZUELA, Sandra Trabucco; DUPONT, F.; Carmen Briones. São Paulo: Senac-SP, 2014.[52]
- ZABALZA, Miguel A. O Estágio e as práticas em contextos profissionais na formação universitária. Trad. Sandra Trabucco Valenzuela. São Paulo: Cortez Editora, 2014.[53]
- SILVA, Armando. Atmosferas urbanas: grafite, arte pública, nichos estéticos. Trad. Sandra Trabucco Valenzuela. Paulo: SESC São Paulo, 2014.[54]
- GVIRTZ, S. ; MINVIELLE, Lucila. Política, participação e governo das escolas. Trad. Sandra Trabucco Valenzuela. São Paulo: Cortez, 2012.
- IMBERNÓN, F. Formação permanente do professorado: novas tendências. Tradução Sandra Trabucco Valenzuela. São Paulo: Cortez, 2009.[55]
- Sen, Miguel. Luzes e Sombras do Reinado de Ferran Adrià. Trad. Sandra Trabucco Valenzuela. São Paulo: Senac-SP, 2009.[56]
- MUÑOZ REDÓN, Josep. A cozinha do pensamento. Um convite para compartilhar uma boa mesa com filósofos. Trad. Sandra Trabucco Valenzuela. São Paulo: SENAC, 2008.[57]
- Alícia & el Bullitaller; ADRIA, Ferran; ATALA, Alex. Léxico científico-gastronômico. As chaves para entender a cozinha de hoje. Trad. Sandra Trabucco Valenzuela. São Paulo: SENAC São Paulo, 2008.[56]
- CHIAS, Josep. Turismo, o negócio da felicidade. Trad. Sandra Trabucco Valenzuela. São Paulo: SENAC, 2007.
- MORIN, Edgar et al. Educar na era planetária. O pensamento complexo como método de aprendizagem no erro e na incerteza humana. Tradução Sandra Trabucco Valenzuela. São Paulo: Cortez/Unesco, 2003.[58]
- ROJAS, C. A. A. Braudel, o mundo e o Brasil. Trad. Sandra Trabucco Valenzuela. São Paulo: Cortez Editora, 2003.[59]
- CONTRERAS, J. A autonomia de professores. Trad. Sandra Trabucco Valenzuela. São Paulo: Cortez, 2002.[60]
- BORON, Atilio. A Filosofia Política Marxista. Trad. Sandra Trabucco Valenzuela. São Paulo: Cortez Editora, 2002.[61]
- LEFF, Enrique. Epistemologia Ambiental. Trad. Sandra Trabucco Valenzuela. São Paulo: Cortez Editora, 2001.[62]
- ROJAS, C. A. A. Tempo, duração e civilização. Percursos Braudelianos. Trad. Sandra Trabucco Valenzuela. São Paulo: Cortez, 2001. Fernand Braudel
- KLIKSBERG, Bernardo. Desigualdade na America Latina. O debate adiado. Trad. Sandra Trabucco Valenzuela. São Paulo: Cortez Editora, 2000.[63]
- GUTIERREZ, F. ; PRADO, C. Ecopedagogia e cidadania planetária. Trad. Sandra Trabucco Valenzuela. São Paulo: Cortez/Instituto Paulo Freire, 1999.
- A. V. Coomonte. Supervisão Educacional. Trad. Sandra Trabucco Valenzuela. São Paulo: Cortez, 1999.
- LARRANAGA, I. Transfiguração. Um programa de santificação cristificante. Trad. Sandra Trabucco Valenzuela. São Paulo: Paulinas, 1999.
- FABBRI, E. Matrimônio, entre a promessa e a fragilidade. Trad. Sandra Trabucco Valenzuela. São Paulo: Paulinas, 1998.
- DUSSEL, Enrique. Oito ensaios sobre cultura latino-americana e libertação.Trad. Sandra Trabucco Valenzuela. São Paulo: Paulinas, 1997.[64]
- SERRANO, V. A Páscoa de Jesus em seu Tempo e Hoje.Trad. Sandra Trabucco Valenzuela. São Paulo: Paulinas, 1997.
- TORRES, R. M. Educação e Imprensa.Trad. Sandra Trabucco Valenzuela. São Paulo: Cortez, 1996.
- CORAGGIO, J. L. Desenvolvimento Humano e Educação.Trad. Sandra Trabucco Valenzuela. São Paulo: Cortez/Instituto Paulo Freire, 1996.
- POLITI, S. História e Esperança. Escatologia Cristã. Trad. Sandra Trabucco Valenzuela. São Paulo: Paulinas, 1995.
- CARVALHO, A. M. P. ; GIL-PEREZ, D. Inovações na formação do professorado de ciências. Trad. Sandra Trabucco Valenzuela. São Paulo: Cortez, 1993.
- TORRES, C. A. Sociologia política da educação. Trad. Sandra Trabucco Valenzuela. São Paulo: Cortez, 1993.
- CARVALHO, A. M. P. ; GIL-PEREZ, D. Formação de professores de ciências. Tendências e inovações. Trad. Sandra Trabucco Valenzuela. São Paulo: Cortez Editora, 1993.
- GADOTTI, M. ; GUTIERREZ, F. Educação Comunitária e economia popular e educação. Trad. Sandra Trabucco Valenzuela. São Paulo: Cortez, 1993.
- FERREIRO, Emilia. Com todas as letras. Trad. Sandra Trabucco Valenzuela/Maria Zilda Cunha. São Paulo: Cortez, 1992.